# Đánh bom tự sát Sehwan 2017
Vào ngày 16 tháng 2 năm 2017, một vụ đánh bom tự sát đã diễn ra bên trong đền của Lal Shahbaz Qalandar tại Sehwan, Pakistan, nơi người hành hương đang thực hiện một nghi lễ Sufi sau khi những lời cầu nguyện buổi tối. Theo các nguồn tin bệnh viện địa phương, ít nhất 83 người đã thiệt mạng kể cả phụ nữ và trẻ em và hơn 250 người bị thương.
Nhà nước Hồi giáo Iraq và Levant - tỉnh Khorasan nhận trách nhiệm về vụ tấn công. Các cuộc tấn công sau một loạt các vụ khủng bố gần đây, bao gồm cả một cuộc tấn công tự sát ở Lahore. nhà chức trách Pakistan cho biết các cuộc tấn công được dàn dựng từ Afghanistan.

## Vụ đánh bom
Kẻ đánh bom tự sát tấn công những người hành hương trong lúc đang thực hiện điệu nhảy nghi lễ sau buổi cầu nguyện buổi tối. Thủ phạm dược tường thuật cho nổ tung mình bên ngoài khuôn viên đền thờ, gần Golden Gate của nó. Kẻ đánh bom cũng ném một quả lựu đạn mà không phát nổ.
Có ít nhất 20 trẻ em trong số những người chết. Hung thủ sử dụng một chiếc áo khoác tự sát, với ổ bi trong áo khoác tạo các mảnh bom gây thương vong.